# Wohn- und Wirtschaftsgebäude Ostendorfer Straße 4

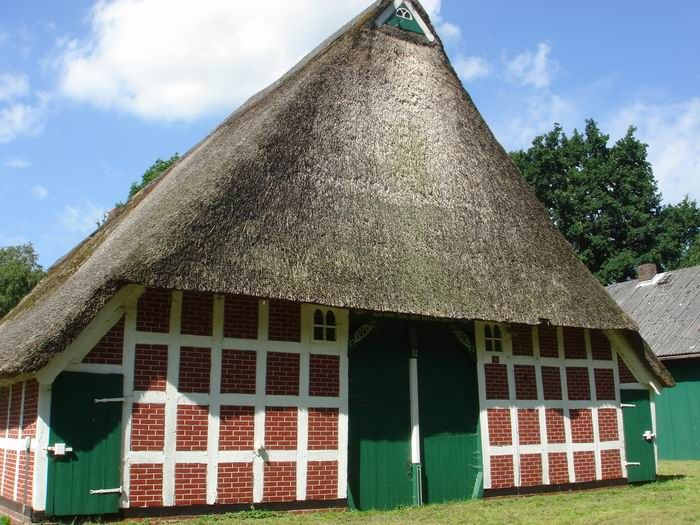
Ostgiebel (2007)

Das Wohn- und Wirtschaftsgebäude Ostendorfer Straße 4 in der niedersächsischen Stadt Bremervörde, Ortsteil Ostendorf, wurde am Ende des 19. Jahrhunderts gebaut. Aktuell (2025) wird es wohl zum Wohnen genutzt.
Das Gebäude steht unter Denkmalschutz (siehe auch Liste der Baudenkmale in Bremervörde).

## Geschichte und Beschreibung
Bremervörde war um 1000 Sitz der Wasserburg Vörde an der Oste und gehört zum Landkreis Rotenburg (Wümme). Ostendorf wurde 1764 im Zuge der Moorkolonisierung durch Jürgen Christian Findorff gegründet. Dabei wurde eine Reihe von Höfen westlich entlang der Ostendorfer Straße relativ einheitlich errichtet.
Das eingeschossige giebelständige Gebäude als Zweiständer-Hallenhaus in Fachwerk mit Steinausfachungen, reetgedecktem Krüppelwalmdach, Uhlenloch und Grooter Door mit geradem Abschluss sowie mit Höhenversprung zum Wirtschaftsteil wurde um 1880 gebaut. Eine Erneuerung von Außenfachwerk und Fenstern im Wohnteil fand um 1910 statt.
Das Landesdenkmalamt befand u. a.: „… ein regionstypisches Hallenhaus der zweiten Hälfte des 19. Jahrhunderts in Zweiständerkonstruktion …“